# Stoner 63
Das Stoner 63 ist ein von Eugene Stoner entworfenes und von Cadillac Gage gebautes amerikanisches Gewehrsystem.
Während Stoner 62 für das Kaliber 7,62 × 51 mm NATO, nutzt das Stoner 63 5,56 × 45 mm NATO. Das Stoner 63 ist nicht einfach in eine Kategorie einzuordnen. Eugene Stoner konstruierte die Waffe modular. Mit einigen wenigen Änderungen konnte das Stoner 63 zu einem Sturmgewehr, einem Karabiner, einem leichten Maschinengewehr mit Kastenmagazin, einem leichten mit Gurtzuführung, einem mittleren Maschinengewehr und einem stationären schweren Maschinengewehr geändert werden. Insgesamt sind sechs Varianten möglich. Aufgrund der Probleme mit dem direkten Gassystem des M16 hat das Stoner 63 stattdessen einen langen Gaskolbenrücklauf. Das Sturmgewehr und der Karabiner sind dabei aufschießend, das Maschinengewehr ist zuschießend.
Die bekannteste Variante ist die als leichtes Maschinengewehr. Hier hatte es im Prinzip die gleiche Aufgabe wie heute das M249. Es sollte einer Infanterietruppe die notwendige Feuerkraft bereitstellen. Dafür war unter dem Lauf ein Zweibein angebracht. Die Munition konnte aus einem unter der Waffe angebrachten Kastenmagazin zugeführt werden oder mittels eines Gurtes. Ohne das Zweibein und mit Gurtzuführung konnte das Gewehr auch als schweres Sturmgewehr eingesetzt werden. In der Variante als mittleres Maschinengewehr wurde ein Adapter angebracht, um das M2-Dreibein anbringen zu können. Die Schulterstütze fiel dabei weg. In dieser Variante wurde die Waffe auch als Bordwaffe in Hubschraubern eingesetzt. In der Maschinengewehrversion verfügten die Stoner 63 über einen deutlich längeren Lauf als Sturmgewehr oder Karabiner. Ein weiterer Unterschied zwischen MG und Sturmgewehr war die Anordnung des Verschlusses. Dieser wurde einfach umgedreht. So war der Patronenauswurf bei der MG-Variante links, beim Sturmgewehr rechts. Es wurden zwischen 3.500 und 4.000 Stoner 63 gefertigt.

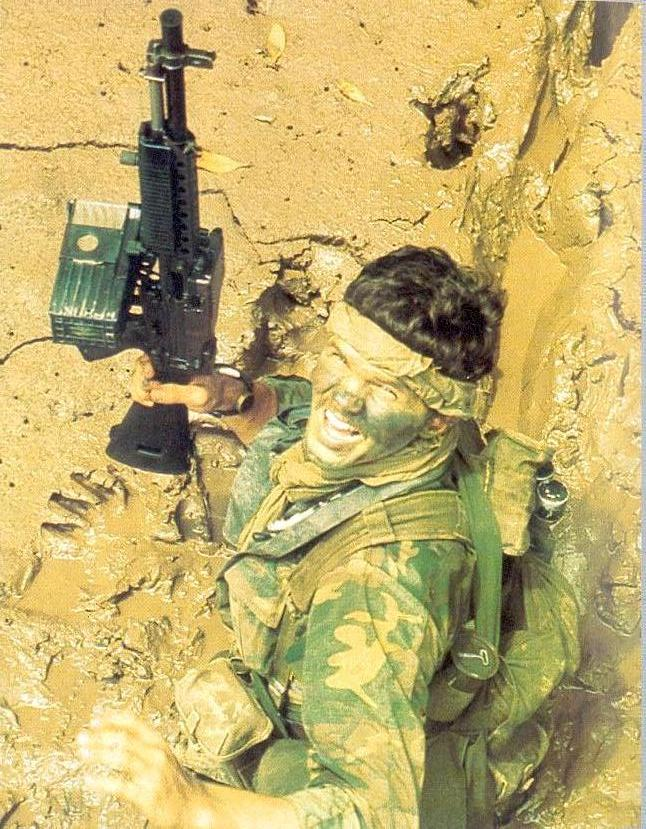
US Navy SEAL mit einem Stoner 63 in Vietnam

Die United States Army testete das Waffensystem als Sturmgewehr XM22, Karabiner XM23 und Maschinengewehr XM207. Aber nur die United States Navy SEALs führten das Maschinengewehr als Mk23 ein und nutzten dieses im begrenzten Umfang im Vietnamkrieg.
Zwecks einer weltweiten Vermarktung vergab Cadillac Gage Lizenzrechte an Mauser, diese wurden an die niederländische N.V. Nederlandsche Wapen- en Munitiefabriek (NWM) weitergegeben. Aber auch NWM hatte keinen Erfolg mit der Vermarktung. Das Stoner 63 System war technisch ein gutes Konzept, kam aber zu einem ungünstigen Zeitpunkt auf den Markt. In den USA war das M16 bereits zu etabliert und auch in Europa war die Konkurrenz groß.
Als später Knight’s Armament Company die Pläne übernahm, wurde die Waffe in Richtung KAC Light Assault Machine Gun verändert. Durch Verwendung von Kunststoffen wurde die Waffe leichter und ließ sich durch Konstruktionsänderungen ohne Werkzeug in sechs Bauteile zerlegen.